# Murexia habbema
Murexia habbema és una espècie de marsupial de la família dels dasiúrids. És originari d'Indonèsia i Papua Nova Guinea. El seu hàbitat natural són les zones rocoses. Durant un temps fou classificada com a única espècie del gènere Micromurexia basant-se en dades morfocladístiques, però les dades genètiques el situen clarament al gènere Murexia.